# Lipowo (Piecki)
Lipowo [liˈpɔvɔ] (deutsch Lindendorf) ist ein Dorf in der polnischen Woiwodschaft Ermland-Masuren, das zur Landgemeinde Piecki (Peitschendorf) im Powiat Mrągowski (Kreis Sensburg) gehört.

## Geographie
Lipowo liegt südöstlich der Kreisstadt Mrągowo (Sensburg) im Landschaftsschutzpark Masuren (polnisch: Mazurski Park Krajobrazowy) am westlichen Ufer des Jezioro Majcz Wielki (Großer Maitzsee).
Unmittelbar am Ort entlang verläuft eine Nebenstraße, die Kosewo  (Kossewen, 1938–1945 Rechenberg)an der Landesstraße 16 mit Dobry Lasek (Guttenwalde) an der Woiwodschaftsstraße 610 verbindet. Die nächste Bahnstation ist Baranowo (Barranowen, 1938–1945 Hoverbeck) an der Bahnstrecke von Czerwonka (Czerwonken, auch: Rothfließ, 1932–1945 Rotbach) über Mrągowo nach Ełk (Lyck).

## Geschichte
Der bis 1945 Lindendorf genannte Ort wurde im Jahr 1833 gegründet. 1874 wurde das Dorf in den neu errichteten Amtsbezirk Pfeilswalde (polnisch Pilnik, der Ort existiert nicht mehr) eingegliedert. Er gehörte bis 1945 zum Kreis Sensburg (Mrągowo) im Regierungsbezirk Gumbinnen (heute russisch: Gussew) der preußischen Provinz Ostpreußen.
Am 1. Dezember 1910 waren in Lindendorf 494 Einwohner registriert. Ihre Zahl stieg bis 1933 auf 538 und belief sich 1939 noch auf 476.
Aufgrund der Bestimmungen des Versailler Vertrags stimmte die Bevölkerung im Abstimmungsgebiet Allenstein, zu dem Lindendorf gehörte, am 11. Juli 1920 über die weitere staatliche Zugehörigkeit zu Ostpreußen (und damit zu Deutschland) oder den Anschluss an Polen ab. In Lindendorf stimmten 380 Einwohner für den Verbleib bei Ostpreußen, auf Polen entfielen keine Stimmen.
In Kriegsfolge kam Lindendorf mit dem südlichen Ostpreußen zu Polen und erhielt die polnische Bezeichnung „Lipowo“. Heute ist es ein Dorf in der Gmina Piecki (Peitschendorf) im Powiat Mrągowski der Woiwodschaft Ermland-Masuren (1975–1998 Woiwodschaft Olsztyn).

## Kirche
Die überwiegend evangelische Bevölkerung Lindendorfs war bis 1945 in das Kirchspiel der Kirche Barranowen (1938–1945 Hoverbeck, polnisch: Baranowo) eingepfarrt. Es gehörte zum Kirchenkreis Sensburg (polnisch: Mrągowo) in der Kirchenprovinz Ostpreußen der Evangelischen Kirche der Altpreußischen Union.
Heute ist die Einwohnerschaft Lipowos mehrheitlich katholischer Konfession. Die (bisher evangelische) Pfarrkirche in Baranowo ist weiterhin (jetzt katholischer) Bezugspunkt. Baranowo ist nun dem Dekanat Mikołajki (Nikolaiken) im Bistum Ełk (Lyck) der Katholischen Kirche in Polen zugeordnet. In Lipowo lebende evangelische Kirchenglieder gehören jetzt zur Pfarrei Mrągowo in der Diözese Masuren der Evangelisch-Augsburgischen Kirche in Polen.